# Theater Matte
Das Theater Matte ist ein seit 2010 im Mattequartier in Bern (Schweiz) betriebenes Theater mit Aufführungen in Schweizerdeutsch. Jährlich werden vier bis fünf Produktionen von zeitgenössischen und klassischen Autoren mit jeweils etwa 20 Aufführungen gezeigt. Der Theatersaal verfügt über rund 100 Sitzplätze.

## Geschichte
Das Theater wurde 2010 von Livia Anne Richard, Markus Maria Enggist, Annemarie Morgenegg, Fredi Stettler und Hank Shizzoe gegründet. Die erste Vorstellung fand am 23. Oktober 2010 statt. Aufgeführt wurde das Stück Der Panther von Felix Mitterer. 2014 wurde dem Theater nach ausgiebiger öffentlicher Diskussion verwehrt, Subventionen der städtischen Kulturförderung zu erhalten. 2016 übergab Livia Anne Richard die künstlerische Leitung des Theaters an Corinne Thalmann. 2021 übernahm Markus Maria Enggist als Intendant die künstlerische Leitung.
Als neue administrative Leiterin ist seit 2021 Cornelia Grünig vermehrt für die Geschäftsführungsaufgaben zuständig.

## Belege
1. ↑  Das Theater Matte will Subventionen. In: Berner Zeitung. Abgerufen am 19. September 2016.
2. ↑  Theater Matte: Laientheater ist nicht förderungswürdig. In: Der Bund. Abgerufen am 19. September 2016.
3. ↑  Wechsel im Theater Matte: «Irgendwann ist es zu viel geworden». In: Berner Zeitung. Abgerufen am 19. September 2016.
4. ↑  Wechsel beim Theater Matte – Markus Maria Enggist wird Intendant. Abgerufen am 15. Juni 2021.
5. ↑  Anderes Organigramm im Theater Matte auf derbund.ch, abgerufen am 14. Juni 2021

Koordinaten: 46° 56′ 57″ N, 7° 27′ 28,9″ O; CH1903: 601477 / 199789